# Коллекция Йонаса Неттера
Коллекция Йонаса Неттера — коллекция картин художников Монпарнаса XX века.
Йонас Неттер — один из величайших коллекционеров XX века, гениальный открыватель талантов, отличавшийся при этом такой скромностью, что его имя до сих пор неизвестно широкой публике. Без него мы, по всей видимости, не узнали бы ни о Модильяни, ни о Сутине, ни об Утрилло.
Он всегда проявлял интерес к искусству, будучи сам блестящим знатоком музыки и выдающимся пианистом. Сравнительно небольшие средства не позволяли Неттеру покупать работы любимых им импрессионистов, которые он видел в галереях и музеях. И тогда Неттер обратил внимание на живописцев, чьи картины соответствовали его финансовым возможностям. Для этого ему пришлось активно работать с художниками, открывать новые имена. Начало собирательной деятельности Неттера было бы невозможно без знакомства с торговцем произведениями искусства, поэтом и коллекционером Леопольдом Зборовским. Зборовский показал ему картины никому не известных в то время художников, доступные по цене.
Таким образом Йонас Неттер собрал огромную коллекцию картин XX века.

## Амедео Модильяни

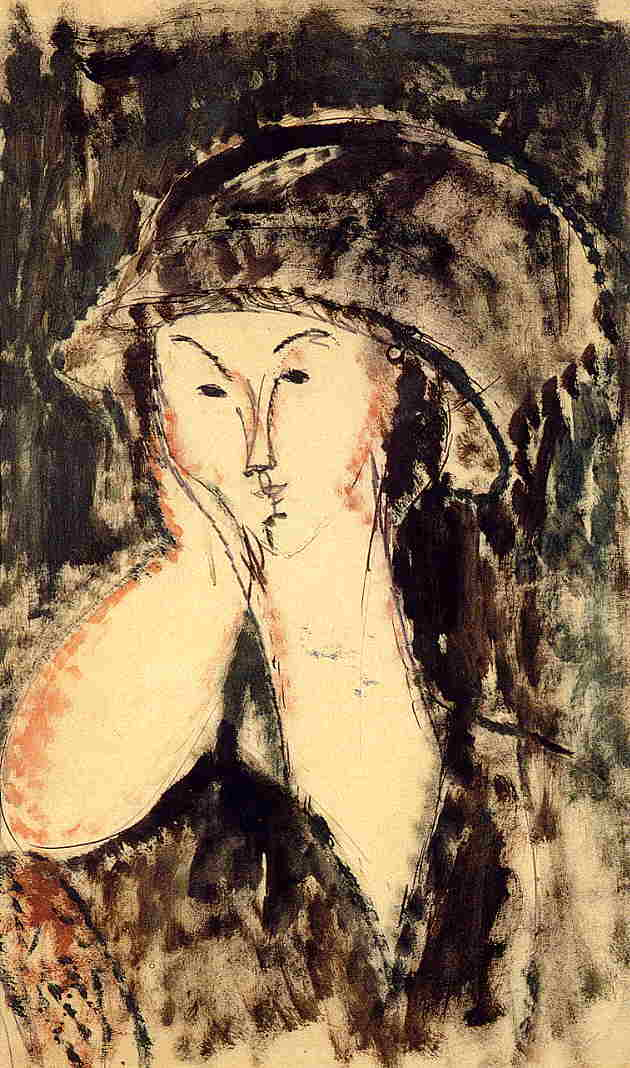
Амадео Модильяни. Беатрис Гастинг, опирающаяся на правую руку, 1914. Бумага, Масло. 42*25

Первым художником, с которым в 1916 году Зборовский и Неттер заключили контракт на все им написанное, стал Модильяни. Зборовский познакомился с ним на выставке «Лира и палитра», за этим последовала встреча в кафе Га Когопде. Модильяни согласился продавать свои произведения Зборовскому при условии, что его прежний галерист Поль Гийом не будет иметь претензий. Итальянец сожалел, что ему не удалось добиться взаимопонимания с Гийомом: последнего больше интересовали полотна художника, а не его личность. Кроме того, произведения Модильяни продавались плохо, и Гийом не мог уделять им столько внимания, сколько обещал. Наконец, этот галерист, живший на все более широкую ногу, продолжал покупать картины Модильяни по низкой цене. Словом, расстались они, надо думать, по взаимному согласию. Таким образом, Зборовский получил исключительные права на все, что выходило из-под кисти Модильяни, в обмен на жалованье — 15 франков в день — и оплату всего необходимого для работы (краски, холсты, модели и т. д.). Все вместе стоило ему примерно 500 франков в месяц; Зборовский, видимо, оплачивал также комнату в гостинице, где жил художник. Разумеется, эти выплаты совершались за счет Неттера. Начиная с 1915 года, Зборовский занимал у Неттера деньги, а затем, будучи не в состоянии расплатиться, возвращал долги произведениями искусства. В Существует обширная переписка между ними, где говорится о денежных расчётах с Модильяни.
С момента первой своей встречи с Неттером и до смерти Модильяни Зборовский усердно занимался продвижением творчества художника: в декабре 1917 года он сделал попытку представить его картины широкой публике — как всегда при финансовой поддержке Неттера. Первая большая персональная выставка Модильяни была организована в галерее Берты Вейль. Дальнейшее хорошо известно. Его «обнаженные», выставленные в витрине, вызвали возмущение прохожих. Вмешались полицейские, угрожая изъять картины, если они не будут немедленно убраны. Выставку не закрыли, однако Зборовский и хозяйка галереи смогли продать лишь два рисунка по 50 франков каждый.
В сентябре 1919 года он выставил в лондонской галерее Нill 10 полотен Модильяни и несколько картин других художников. Выставка имела успех, получила хорошие отзывы у критиков, и несколько работ удалось продать: среди них был портрет Лунии Чеховской. Зборовский послал друзьям телграмму: «Луния продана за тысячу франков! Купил Арнольд Беннетт!»/ Впоследствии Зборовский отправил работы Модильяни на выставку «Современное французское искусство» в галерее Mansard при крупном лондонском магазине Heal’s. Одновременно он выставил картины Модильяни в галерее на улице Фобур-Сент-Оноре.
Но с 1919 года всех троих связывал только договор.
В коллекции Йонаса Неттера более 40 произведений Модильяни. Некоторые из них:
Синяя кариатида, около 1913. Бумага, карандаш. 56,5*45
Беатрис Гастинг, опирающаяся на правую руку, 1914. Бумага, масло. 42*25
Констан Лепутр, 1917. Холст, масло. 92*65

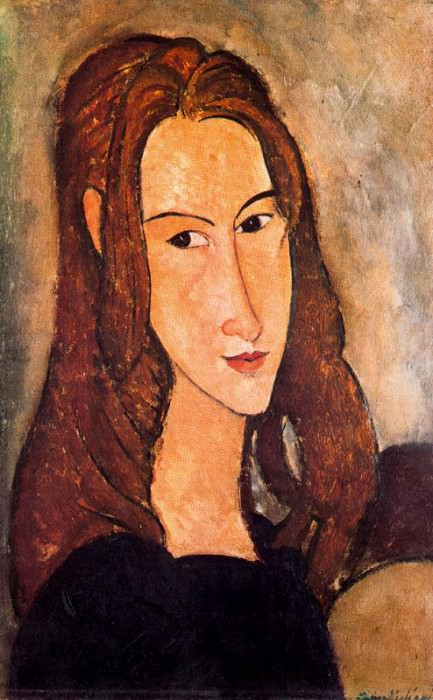
Амадео Модильяни, Рыжеволосая девушка (Жанна Эбютерн), 1918. Холст, масло. 46*29

Леопольд Зборовский, 1916. Холст, масло. 46*27
Хаим Сутин, 1916. Холст, масло. 100*65
Жанна Эбютерн, 1918. Холст, масло. 100*65
Эльвира с белым воротником, 1917—1918. Холст, масло. 92*65
Девочка в жёлтом платье,1917. Холст, масло. 92*60
Анна Збровская, 1918. Бумага, карандаш. 42*26
Рыжеволосая девушка (Жанна Эбютерн), 1918. Холст, масло. 46*29
Девочка в голубом, 1918. Холст, масло. 116*73
Молодой человек в фуражке, 1918. Бумага, карандаш. 42*26
Сидящая девушка в голубой блузе, 1919. Холст, масло. 100*65